# Saint-Ambroix, Gard
Saint-Ambroix (okcitansko Sent Ambruèis) je naselje in občina v južnem francoskem departmaju Gard regije Languedoc-Roussillon. Naselje je leta 2008 imelo 3.429 prebivalcev.

## Geografija
Kraj leži v pokrajini Languedoc ob reki Cèze znotraj narodnega parka Seveni, 19 km severovzhodno od Alèsa.

## Uprava
Saint-Ambroix je sedež istoimenskega kantona, v katerega so poleg njegove vključene še občine Allègre-les-Fumades, Bouquet, Courry, Les Mages, Le Martinet, Meyrannes, Molières-sur-Cèze, Navacelles, Potelières, Saint-Brès, Saint-Denis, Saint-Florent-sur-Auzonnet, Saint-Jean-de-Valériscle, Saint-Julien-de-Cassagnas in Saint-Victor-de-Malcap s 14.304 prebivalci.
Kanton Saint-Ambroix je sestavni del okrožja Alès.